# Lobelia quarreana
Lobelia quarreana är en klockväxtart som beskrevs av Franz Elfried Wimmer. Lobelia quarreana ingår i släktet lobelior, och familjen klockväxter. Inga underarter finns listade i Catalogue of Life.